# Ctenus manauara
Ctenus manauara är en spindelart som beskrevs av Höfer, Brescovit och Gasnier 1994. Ctenus manauara ingår i släktet Ctenus och familjen Ctenidae. Inga underarter finns listade i Catalogue of Life.